# Polypedilum distans
Polypedilum distans är en tvåvingeart som först beskrevs av Jean-Jacques Kieffer 1921.  Polypedilum distans ingår i släktet Polypedilum och familjen fjädermyggor.
Artens utbredningsområde är Sudan. Inga underarter finns listade i Catalogue of Life.